# Sept-Sorts
Sept-Sorts és un municipi francès, situat al departament de Sena i Marne i a la regió de Illa de França. L'any 2007 tenia 436 habitants.
Forma part del cantó de La Ferté-sous-Jouarre, del districte de Meaux i de la Comunitat de comunes del Pays fertois.

## Demografia

### Població
El 2007 la població de fet de Sept-Sorts era de 436 persones. Hi havia 165 famílies, de les quals 36 eren unipersonals (16 homes vivint sols i 20 dones vivint soles), 43 parelles sense fills, 66 parelles amb fills i 20 famílies monoparentals amb fills.
La població ha evolucionat segons el següent gràfic:
Habitants censats

### Habitatges
El 2007 hi havia 177 habitatges, 161 eren l'habitatge principal de la família, 10 eren segones residències i 6 estaven desocupats. 139 eren cases i 37 eren apartaments. Dels 161 habitatges principals, 119 estaven ocupats pels seus propietaris, 36 estaven llogats i ocupats pels llogaters i 6 estaven cedits a títol gratuït; 3 tenien una cambra, 11 en tenien dues, 25 en tenien tres, 37 en tenien quatre i 85 en tenien cinc o més. 139 habitatges disposaven pel capbaix d'una plaça de pàrquing. A 63 habitatges hi havia un automòbil i a 86 n'hi havia dos o més.

### Piràmide de població
La piràmide de població per edats i sexe el 2009 era:
| Homes | Edats   | Dones |
| ----- | ------- | ----- |
| 0     | 95 o +  | 0     |
| 0     | 90 a 94 | 8     |
| 4     | 85 a 89 | 8     |
| 4     | 80 a 84 | 0     |
| 8     | 75 a 79 | 8     |
| 0     | 70 a 74 | 0     |
| 4     | 65 a 69 | 0     |
| 8     | 60 a 64 | 8     |
| 16    | 55 a 59 | 16    |
| 24    | 50 a 54 | 12    |
| 20    | 45 a 49 | 24    |
| 8     | 40 a 44 | 0     |
| 24    | 35 a 39 | 12    |
| 12    | 30 a 34 | 8     |
| 24    | 25 a 29 | 24    |
| 16    | 20 a 24 | 12    |
| 20    | 15 a 19 | 8     |
| 16    | 10 a 14 | 20    |
| 20    | 5 a 9   | 4     |
| 4     | 0 a 4   | 4     |

## Economia
El 2007 la població en edat de treballar era de 320 persones, 245 eren actives i 75 eren inactives. De les 245 persones actives 231 estaven ocupades (129 homes i 102 dones) i 15 estaven aturades (6 homes i 9 dones). De les 75 persones inactives 19 estaven jubilades, 35 estaven estudiant i 21 estaven classificades com a «altres inactius».

### Ingressos
El 2009 a Sept-Sorts hi havia 167 unitats fiscals que integraven 450 persones, la mediana anual d'ingressos fiscals per persona era de 21.617 €.

### Activitats econòmiques
Dels 63 establiments que hi havia el 2007, 2 eren d'empreses alimentàries, 2 d'empreses de fabricació de material elèctric, 1 d'una empresa de fabricació d'elements pel transport, 12 d'empreses de fabricació d'altres productes industrials, 9 d'empreses de construcció, 18 d'empreses de comerç i reparació d'automòbils, 1 d'una empresa de transport, 3 d'empreses d'hostatgeria i restauració, 1 d'una empresa d'informació i comunicació, 3 d'empreses financeres, 2 d'empreses immobiliàries, 8 d'empreses de serveis i 1 d'una empresa classificada com a «altres activitats de serveis».
Dels 17 establiments de servei als particulars que hi havia el 2009, 4 eren tallers de reparació d'automòbils i de material agrícola, 1 taller d'inspecció tècnica de vehicles, 1 paleta, 3 guixaires pintors, 1 fusteria, 1 electricista, 2 empreses de construcció, 1 perruqueria, 2 restaurants i 1 agència immobiliària.
Dels 6 establiments comercials que hi havia el 2009, 1 era un hipermercat, 1 un supermercat, 1 una fleca, 1 una llibreria, 1 una botiga d'equipament de la llar i 1 una joieria.

## Poblacions més properes
El següent diagrama mostra les poblacions més properes.